# Pioneer (California)
Pioneer è una città della California centrale, situata nell'interno della Contea di Amador a ridosso della Sierra Nevada.
È la città in cui è vissuto e morto il cantautore folk-blues Mark Spoelstra.